# Anhänger Typ Včelince

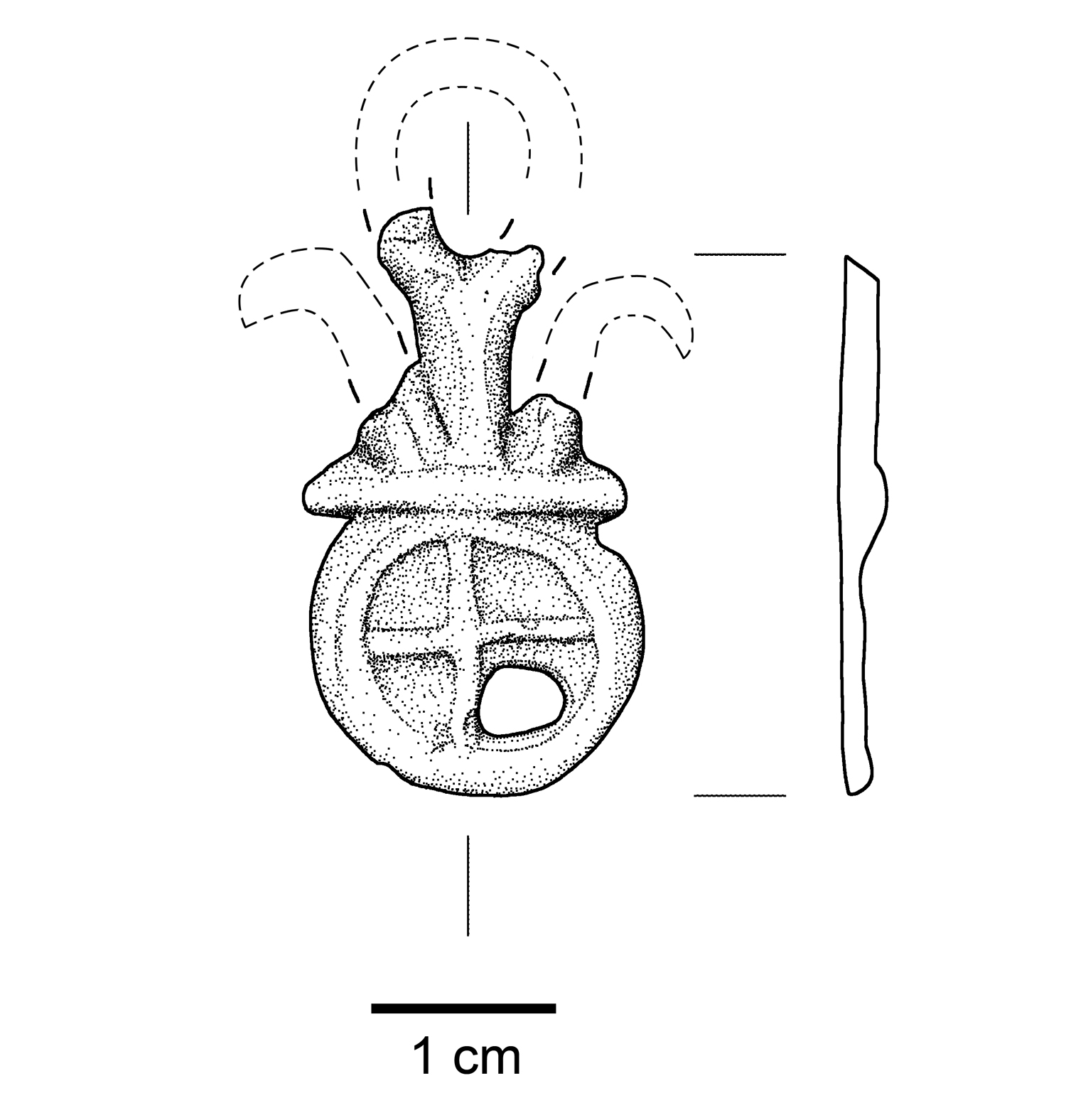
Anhänger Typ Včelince aus Grab 66 von Neumarkt an der Ybbs, Graphik Stefan Schwarz, ergänzt Violetta Reiter.

Als Anhänger Typ Včelince bezeichnet man eine besondere Form von Schmuckstück, die um 1500 v. Chr. in der Bronzezeit aus Bronze gefertigt und um den Hals getragen wurde. Bisher wurden nur vier Exemplare gefunden. Der Typus ist etwa 26 mm groß und besteht aus einer Scheibe mit Kreuzrippe, aus der zwei gewölbte Fortsätze ragen. Dazwischen befindet sich eine Aufhängeöse.

## Fundgeschichte
Der namengebende Anhänger wurde 1907 in Včelince (Okres Rimavská Sobota, Mittelslowakei) gefunden. Er war Bestandteil eines Bronzehortes des sogenannten Koszider-Horizontes, der einer Übergangsphase zwischen Früh- und Mittelbronzezeit um 1500 v. Chr. angehört. Bei nachfolgenden archäologischen Untersuchungen stellte man fest, dass hier eine mehrphasige, befestigte Tellsiedlung bestanden hatte. Aufgrund der Einmaligkeit des Schmuckstückes wurde es 1991 Logo des 12. Archäologischen Weltkongresses in Bratislava. Heute befindet es sich im Gemersko-malohontsk Museum in Rimavská Sobota. Lange Zeit galt als einziger Parallelfund der Anhänger aus Nagyhangos (Kom. Tolna, Ungarn), der allerdings keine Kreuzrippe, sondern eine glatte Scheibe aufweist und ebenfalls Bestandteil eines zeitgleichen Bronzedepots ist. 2001 wurde als Einzelfund im Rahmen der archäologischen Grabung der bronzezeitlichen Siedlung von Oszlár (Nordostungarn) ein Anhänger gleicher Ausführung wie der des Stückes aus Včelince entdeckt. Der vierte Anhänger wurde – wie erst seit 2014 bekannt – bereits 1997 in Österreich gefunden. Er befand sich in Grab 66 – der Bestattung einer Frau – des Gräberfeldes von Neumarkt an der Ybbs. Es gibt einige Überlegungen darüber, was der Anhänger wohl darstellen könnte. Václav Furmánek sah die Ähnlichkeit zu einem kretischen Siegel aus Mochlos, das einen gehörnten Kobold darstellt. István Bóna war der Meinung, dass es sich um die Darstellung einer menschlichen, im Besonderen einer weiblichen Figur handelt. Bernhard Hänsel führte die Entstehung des urnenfelderzeitlichen Vogelsonnenbarkenmotivs auf die Form des Anhängers Typ Včelince zurück. Auch mit dem Fundstück aus Neumarkt an der Ybbs ist keine eindeutige Aussage über die Bedeutung des Motivs möglich. Allerdings liefern die Befundsituation und die Fundvergesellschaftung – also die Lage des Anhängers im Grab und der Zusammenhang zu den anderen Gegenständen des Grabes – mehr Informationen als die bisherigen Fundstücke und lassen eine neue Sichtweise zur Rolle der Frau im bronzezeitlichen Metallhandel zu.
Nach der archäologischen Bearbeitung wird der Anhänger im Schul- und Heimatmuseum Neumarkt an der Ybbs ausgestellt.

## Der Anhänger aus Neumarkt an der Ybbs

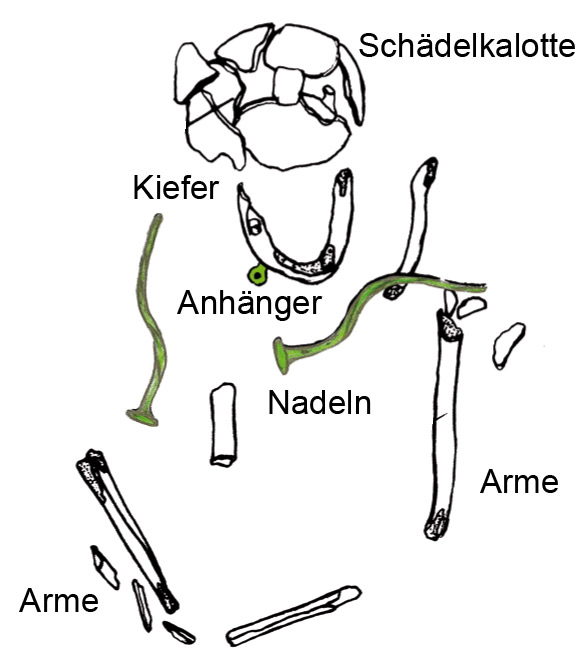
Neumarkt an der Ybbs Grab 66, Graphik Jaroslaw Czubak.

In Grab 66 wurden menschliche Überreste gefunden, die vor 3500 Jahren bestattet worden waren. Laut anthropologischer Untersuchung der erhaltenen Knochen kann von einem sehr robusten Körperbau einer 30–40-jährigen Frau gesprochen werden. Sie lag in anatomischer korrekter Lage – wohl in situ – in der Grabgrube. Die Tote lag der zeitgemäßen, geschlechtsdifferenzierten Tradition entsprechend in seitlicher Lage mit dem Kopf im Süden und dem Gesicht nach Osten. Da der Anhänger unter dem Kiefer der Frau lag, ist davon auszugehen, dass sie ihn um den Hals getragen hatte. Da nicht nur die beiden Fortsätze, sondern auch die Aufhängeöse abgebrochen waren, konnte sie ihn nur um das nachträglich gebohrte Loch in der Scheibe angehängt haben. Offenbar war es wichtig für sie, den Anhänger trotz seiner Beschädigungen zu tragen. Aufgrund seiner Farbe, die sich auffallend von den anderen aufgefundenen Bronzegegenständen unterschied, wurde die restaurierte Oberfläche mittels Rasterelektronenmikroskop analysiert und dabei ein Zinnanteil von 50 % festgestellt. Die Zinnbeigabe für Bronze beläuft sich üblicherweise auf 5–10 %.

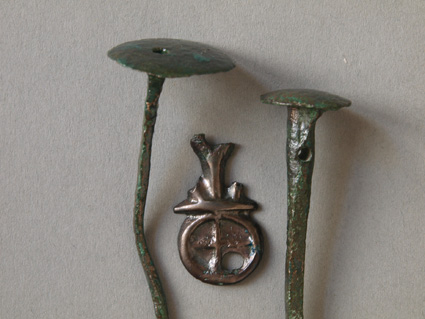
Neumarkt an der Ybbs, Grab 66, Anhänger Typ Včelince und die Köpfe der beiden sichelförmigen Nadeln (Foto Violetta Reiter).

Möglicherweise war der Anhänger ein Materialmuster für Zinn und Erkennungszeichen für eine Zinnhändlerin. Von ihrer Totentracht ist außer zwei Gewandnadeln aus Bronze nichts erhalten geblieben. Sie trug die sichelförmigen Nadeln rechts und links in Schulterhöhe, um ihre Kleidung zu verschließen. Diese Nadelform ist kennzeichnend für den Beginn der Mittelbronzezeit, in diesem Gebiet vertreten durch die donauländische Hügelgräberkultur. Kerngebiet der Verbreitung dieses Nadeltyps ist allerdings das Karpatenbecken, d. h. in diesem Gebiet war es üblich, Kleidung mit dieser Nadelart zu verschließen. In Österreich wurden bisher nur vereinzelt sichelförmige Nadeln gefunden, meist im Donauraum und in Frauengräbern. Man vermutet daher, dass sie ihren Geburtsort im Karpatenbecken verließ und der Donau bis Neumarkt an der Ybbs folgte, möglicherweise betrieb sie Handel.